# Никола Рожок
Никола Рожок — деревня в Осташковском городском округе Тверской области.

## География
Деревня расположена на берегу озера Селигер в 31 км на северо-запад от города Осташкова (по автодороге), в 7 км (по воде).

## История
В 1757 году на погосте Рожок была построена каменная Успенская церковь с 3 престолами.
В конце XIX — начале XX века погост Никола Рожок входил в состав Ботовской волости Осташковского уезда Тверской губернии.
С 1929 года деревня входила в состав Заборского сельсовета Осташковского района Великолукского округа Западной области, с 1935 года — в составе Калининской области, с 1994 года — в составе Ботовского сельского округа, с 2005 года — в составе Ботовского сельского поселения, с 2017 года — в составе Осташковского городского округа.

## Население
| 1859 | 2002 | 2008 | 2010 |
| ---- | ---- | ---- | ---- |
| 26   | ↘4   | →4   | ↘1   |

## Достопримечательности
В деревне расположена действующая церковь Успения Пресвятой Богородицы (1757).